# Áustria nos Jogos Olímpicos de Inverno de 1928
A Áustria mandou 39 competidores que disputaram oito modalidades nos Jogos Olímpicos de Inverno de 1928, em St. Moritz, na Suíça. A delegação conquistou 4 medalhas no total, sendo três de prata, e uma de bronze.